# نهر كابل
نهر كابل (بالبشتوية :د کابل سیند) هو نهر في أفغانستان يمر في مدينتي كابول وجلال آباد، ويصب من شمال درة خيبر في باكستان. طول النهر 700 كيلومتر، ينبع في ولاية وردك في سلسلة جبال سانجلاخ، في جبال هيندو كوخ.